# Малая японская могера
Малая японская могера (Mogera imaizumii (Kuroda, 1957)  = Mogera wogura minor Kuroda, 1936) или Японский крот — вид млекопитающих из рода могеры (Mogera) семейства кротовых (Talpidae). Это эндемик Японии. Распространена преимущественно в северной части острова Хонсю. Несмотря на то, что они не встречаются в центре Токио, их можно найти на территории Императорского дворца. Вид назван в честь японского териолога Имаидзуми Ёсинори.

### Размеры и вес
Длина — 7,5 — 8,0 см. Вес от 25 до 30 граммов.

### Размножение
Малая японская могера размножается 1 раз в год, приносит до 4 детёнышей.

### Оптимальное место обитания
Оптимальными местами обитания для малой японской могеры являются: луга и низкие болота.

#### Норы
Ходы в основном ходы имеют 2 яруса: Верхний находится в 55-75 см от поверхности земли, нижний — на глубине до 2 м.